# KSnapshot
Ksnapshot es una aplicación para la captura de pantalla de KDE que fue creado por Richard J. Moore, Mattias Ettrich y Aaron J. Seigo en Qt y C++.
Ksnapshot permite el uso de teclas de acceso rápido para tener un captura de toda la pantalla, un porción seleccionada o una ventana. Los usuarios tienen la opción de guardar la captura de pantalla o imprimirla directamente.
Existe un equivalente de la aplicación en GNOME llamada Gnome-screenshot.